# Жако
Жако́, или серый попугай (лат. Psittacus erithacus) — птица семейства попугаевых.

## Описание
Длина птицы достигает 30—35 см, размах крыльев 65, длина крыла 22, а хвоста 8 см. У жако чёрный загнутый клюв, радужка глаза зрелой птицы жёлтого цвета, ноги свинцово-серые. Ноздри, восковица, уздечка и ободок вокруг глаза покрыты кожей. У длинных крыльев жако хорошо развиты крыльевые концы, хвост средней длины, ровной срезанной формы. В оперении жако два основных цвета — перья на туловище и голове пепельно-серого цвета с несколько более светлыми краями, перья хвоста — пурпурно-красные.
Максимальная зафиксированная продолжительность жизни жако — 49,7 года.

## Распространение
Ареал серого попугая — Западная Африка (Гана, Гвинея, Кот Д'Ивуар, Либерия, Нигерия, Сьерра-Леоне, ЦАР), совпадает с областью распространения масличной пальмы; Центральная Африка (Ангола, Бурунди, Габон, ДРК, Кения, Конго, Руанда, Сан-Томе и Принсипи, Танзания, Уганда, Экваториальная Гвинея) . Обитают жако в тех районах, где есть довольно густые леса и далеко тянущиеся лесные чащи.

## Образ жизни
Жако выбирают для ночлега высокие деревья и собираются на них каждый вечер. Ранним утром попугаи вылетают, чтобы раздобыть себе пищу. Они питаются плодами пальмового дерева, семенами (могут совершать набеги на поля), фруктами, лиственной массой, а также были замечены в поедании улиток.

## Защита жако

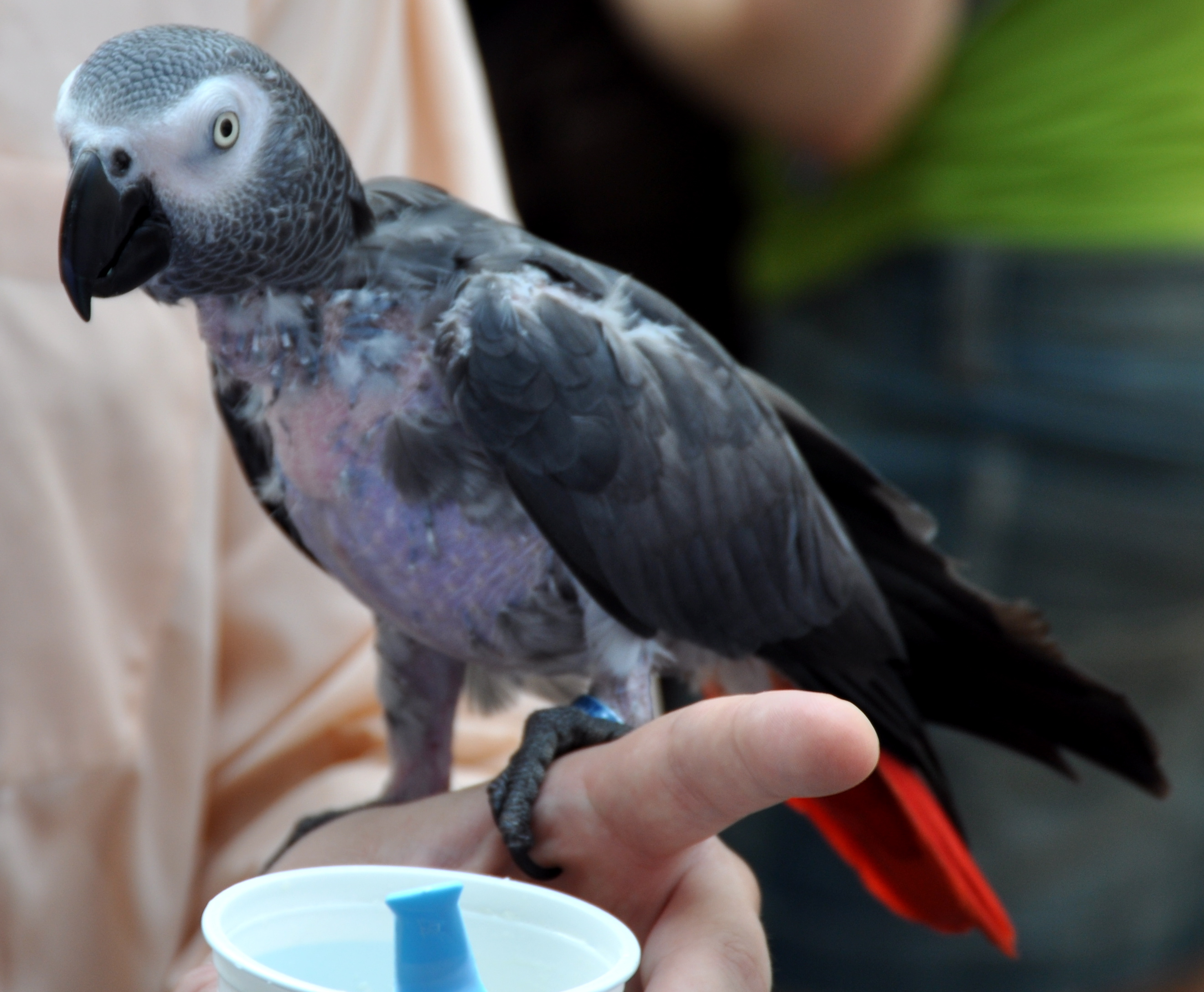
Жако, страдающий от самоощипывания

Эти попугаи очень популярны как птицы для домашнего содержания, их часто держат в клетках за способность подражать человеческой речи и другим звукам. Такой спрос приводит к тому, что жако отлавливают в дикой природе и нелегально экспортируют в другие страны в огромных количествах (по данным исследований). Из-за этого сокращаются популяции попугаев, становится затруднительным их размножение в природе. Серый африканский попугай включен в список СИТЕС, запрещающий торговлю птицами, выловленными в природе. Однако жако (Psittacus errithacus) находится во втором списке СИТЕС, согласно которому данный вид допускается к торговле между странами и внутри конкретно взятой страны при наличии разрешения органа СИТЕС.
В домашних условиях птицы часто занимаются самоощипыванием, что можно сравнить с членовредительством у людей. У жако это происходит по разным причинам: неблагоприятные условия содержания и питания, паразитарные заболевания (пухоеды). Этот недуг может возникнуть и вследствие психологической травмы, полученной этими интеллектуалами среди птиц при отлове: привыкший к дикой природе попугай вынужден жить у людей, которые подчас плохо обращаются с ним. По мнению ветеринарных врачей, специализирующихся на попугаях, самоощипывание является сложным полиэтиологическим заболеванием, связанным с нарушениями поведения и архитектоники паренхиматозных органов.

## Разум и звукоподражание

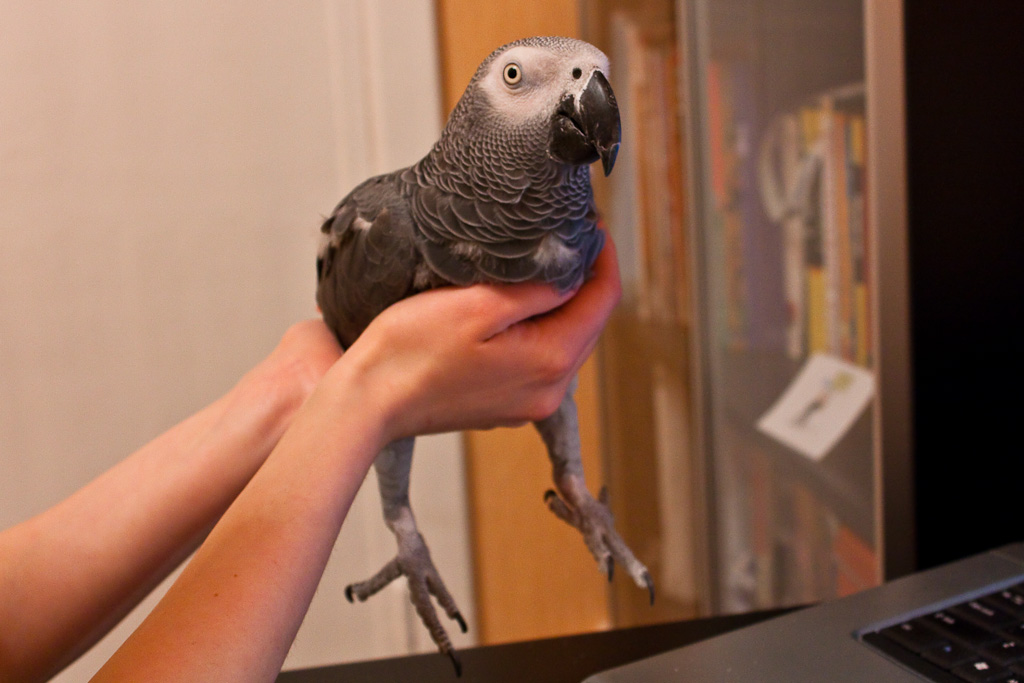
Ручной жако дает хозяину подержать себя в руках.

Среди попугаев, способных к звукоподражанию, жако считаются самыми талантливыми. В среднем птица может запомнить более 150 слов. Обширные исследования с жако по имени Алекс, проведенные доктором наук Ирэн Пепперберг, показали, что эти птицы могут ассоциировать слова человеческого языка с предметами, которые они обозначают, а также способны воспринимать понятие формы, цвета, порядкового номера и даже понятие нуля.
Дикие жако очень часто издают разные звуки — свистят, пронзительно кричат, визжат, громко щелкают клювом и т. д. В домашних условиях эти звуки многим могут показаться раздражающими, но это часть их природы, и желающему завести жако придется с этим смириться. Жако часто стремятся повторять звуки, издаваемые бытовой электроникой — телефоном, домофоном или будильником. Часто повторяют звуки, издаваемые дикими птицами, живущими на улице. Ручной жако может копировать психологию хозяина — то есть его формы поведения, в частности выражающие радость, заботу, раздражение и др.

## Размножение в природе и неволе

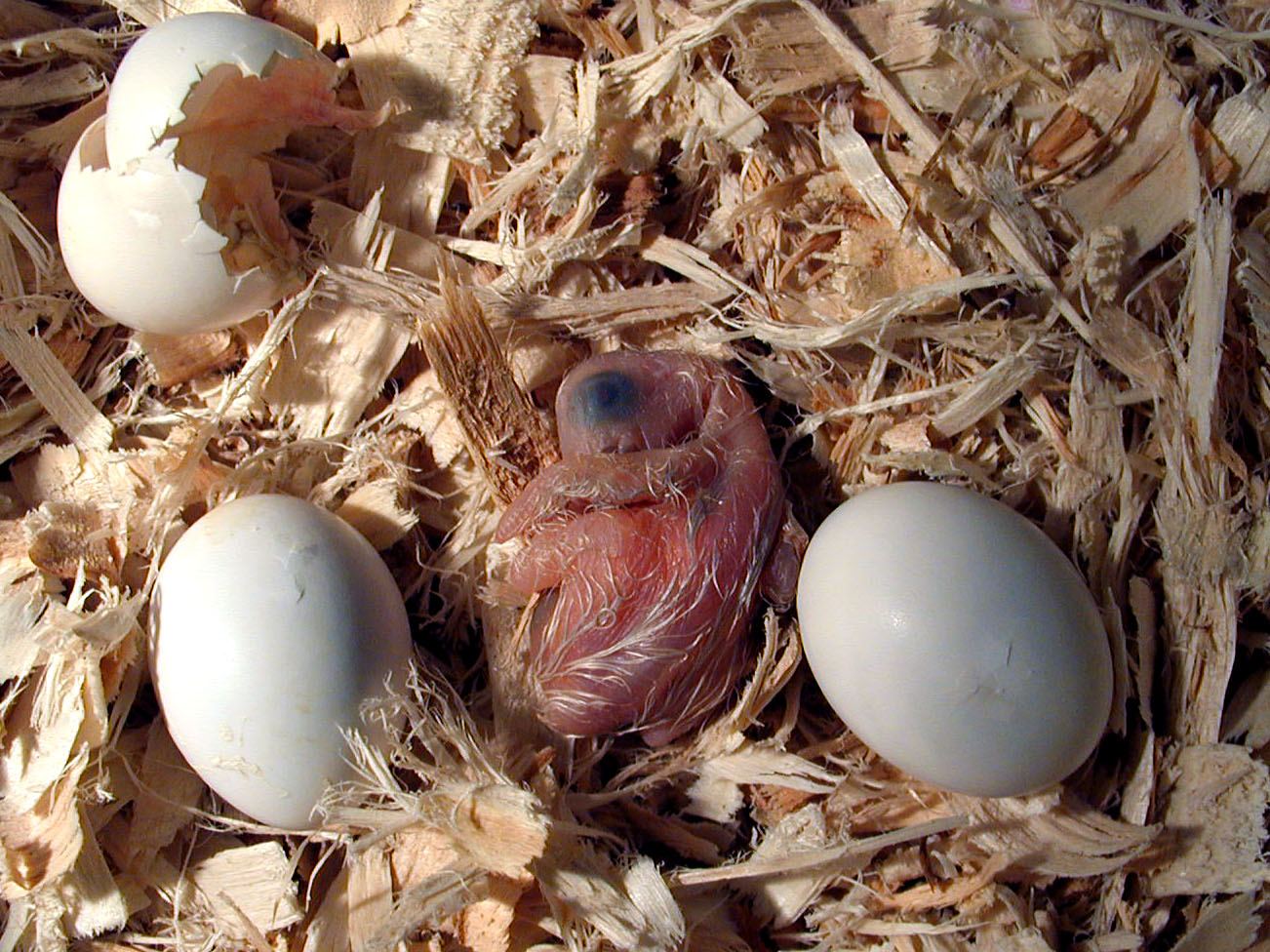
Вылупившийся птенец жако

Гнёзда устраивают в дуплах деревьев. В сезон гнездования самец исполняет брачный танец. Он слегка взъерошивает своё оперение, приопускает крылья и «обтанцовывает» самку, издавая при этом звуки, похожие на поскуливание щенка или кряхтение. Самка отвечает такими же звуками и принимает позу птенца, выпрашивающего корм. Самец или кормит её, или имитирует кормление. Самец и самка таким образом ведут себя по нескольку раз в день. Брачный танец длится примерно 5—10 минут. Через некоторое время самка начинает откладывать яйца. В кладке 3—4 белых яйца. В 8—12 дней самка завершает кладку. Насиживание длится 30 дней, после вылупления птенцов самка в первые дни не покидает гнездо, а самец её кормит и охраняет. В возрасте чуть больше двух месяцев птенцы вылетают из гнезда, но ещё некоторое время нуждаются в помощи родителей.
В странах Запада жако несложно разводить в неволе (в том числе с помощью инкубаторов), поэтому спрос на нелегальных птиц там невелик. В России дело обстоит хуже — из-за практического отсутствия грамотных заводчиков, неинформированности людей и сравнительно низкой для данного региона цены спрос на диких жако довольно велик.

## Классификация
Вид монотипичный.
- Краснохвостый жако Psittacus erithacus Linnaeus, 1758 — длина тела до 35 см. Общий окрас оперения светло-серый, перья хвоста ярко-красные, клюв чёрный. Радужка светло-серая. Обитает в Танзании и Анголе.

Ранее к виду относили еще 1—2 подвида, которые позднее были выделены в отдельный вид:
- Бурохвостый жако Psittacus timneh timneh Fraser, 1844 — длина тела 29 см. Оперение тёмно-серое, перья хвоста буро-красные, клюв цвета слоновой кости, у некоторых особей с красноватым оттенком. Обитает на побережье Гвинеи, Либерии, Сьерра-Леоне.
- Жако принцессы Ганы Psittacus timneh princeps Alexander, 1909 — более крупный и тёмный. Обитает на островах Принсипи и Био́ко (до 1973 года — Фернандо-По) в Гвинейском заливе.

## Мутации
Существуют искусственно выведенные цветовые мутации у жако:
- альбиносы (отсутствие пигмента)
- лютиносы (жёлтый пигмент)
- серо-розовые (присутствует розовый оттенок по краям перьев) (Может являться следствием заболевания цирковирозом PBFD)[4]
- с белым пигментом перьев хвоста
- с белым пигментом всех перьев
- с осветленным пигментом всех перьев

Птицы с такими мутациями встречаются довольно редко.

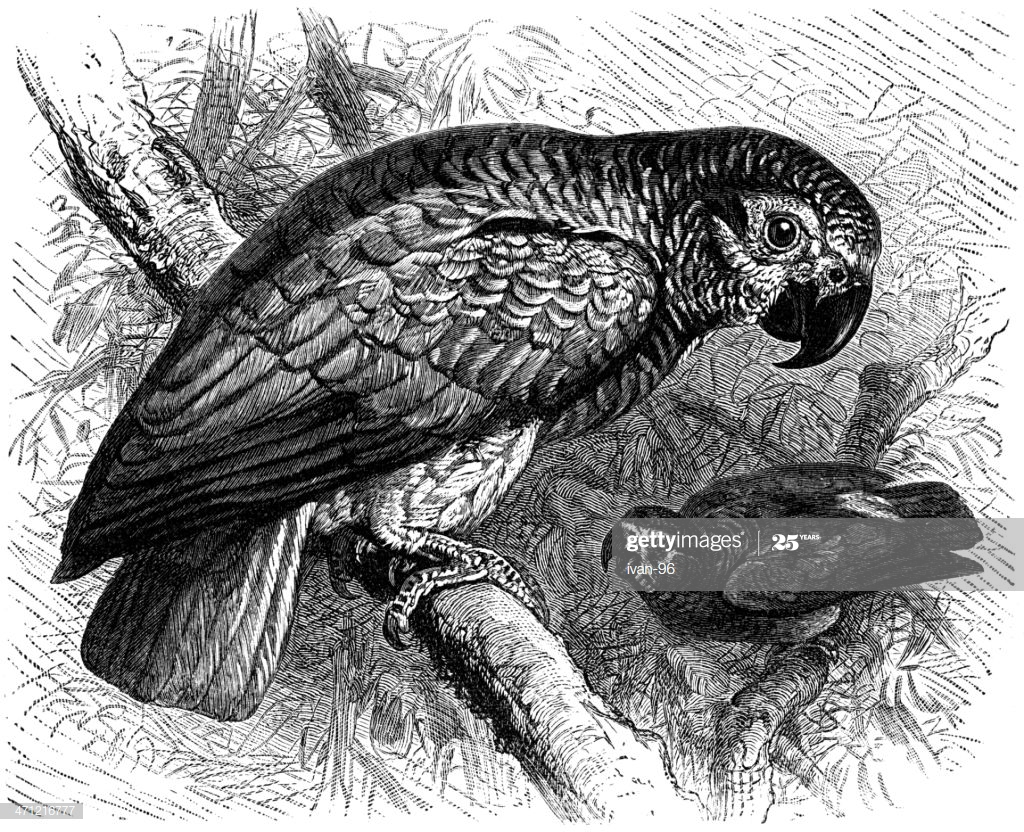
Жако. Иллюстрация из «Жизни животных» А. Брема
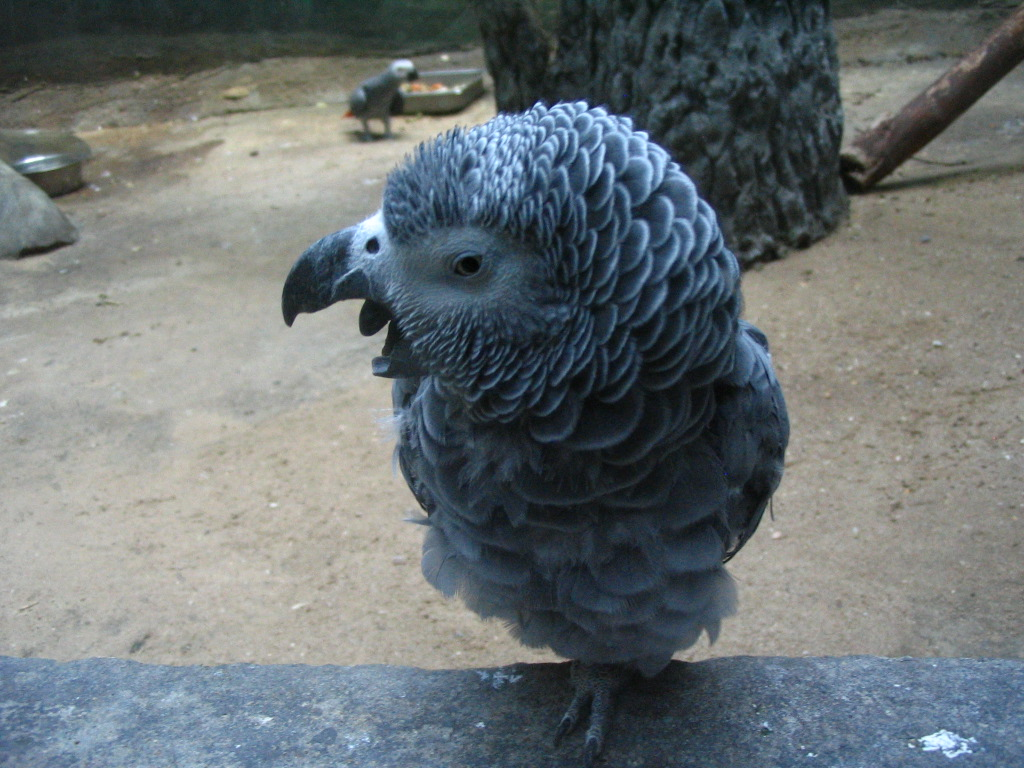
Краснохвостый жако в Московском зоопарке
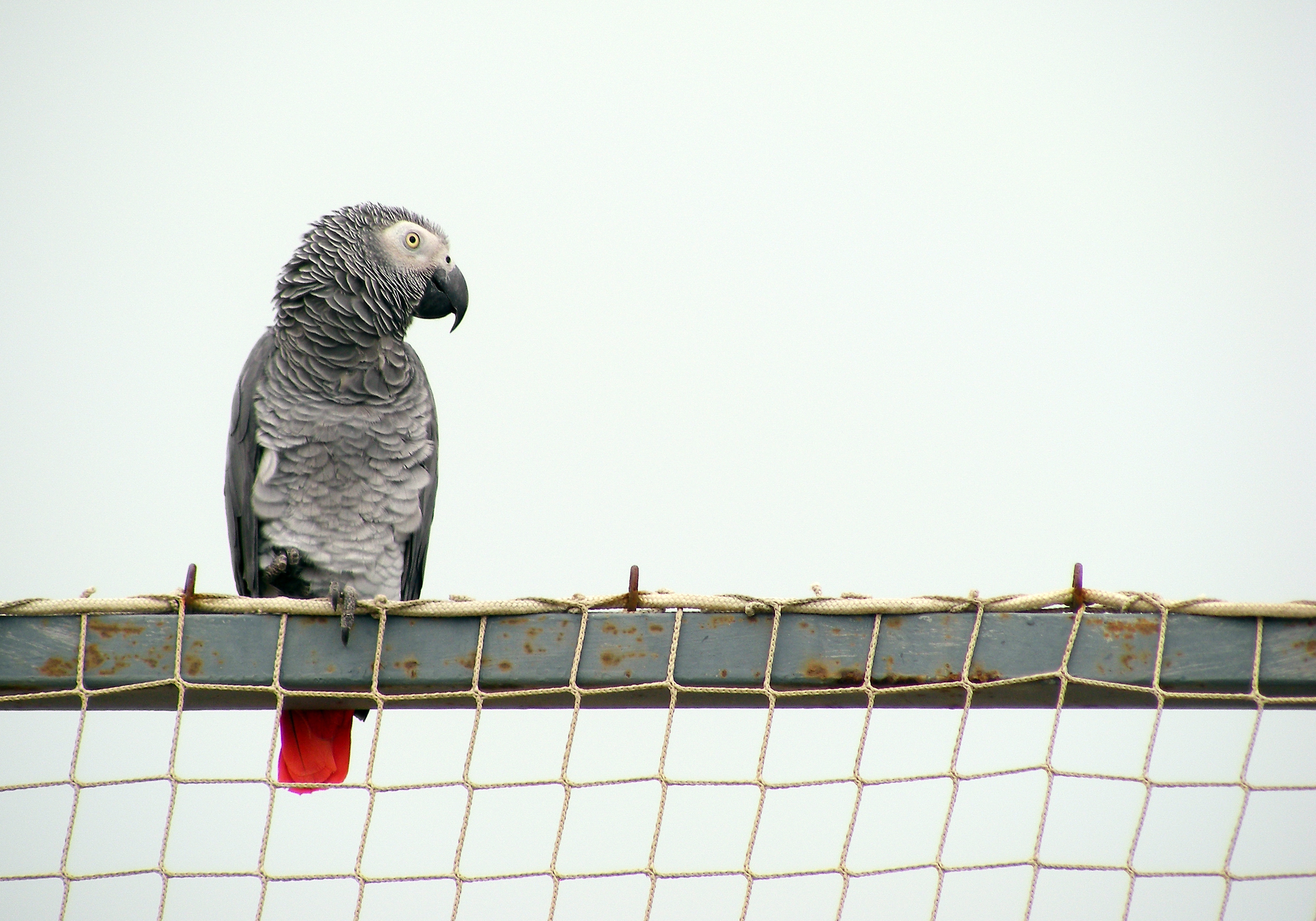
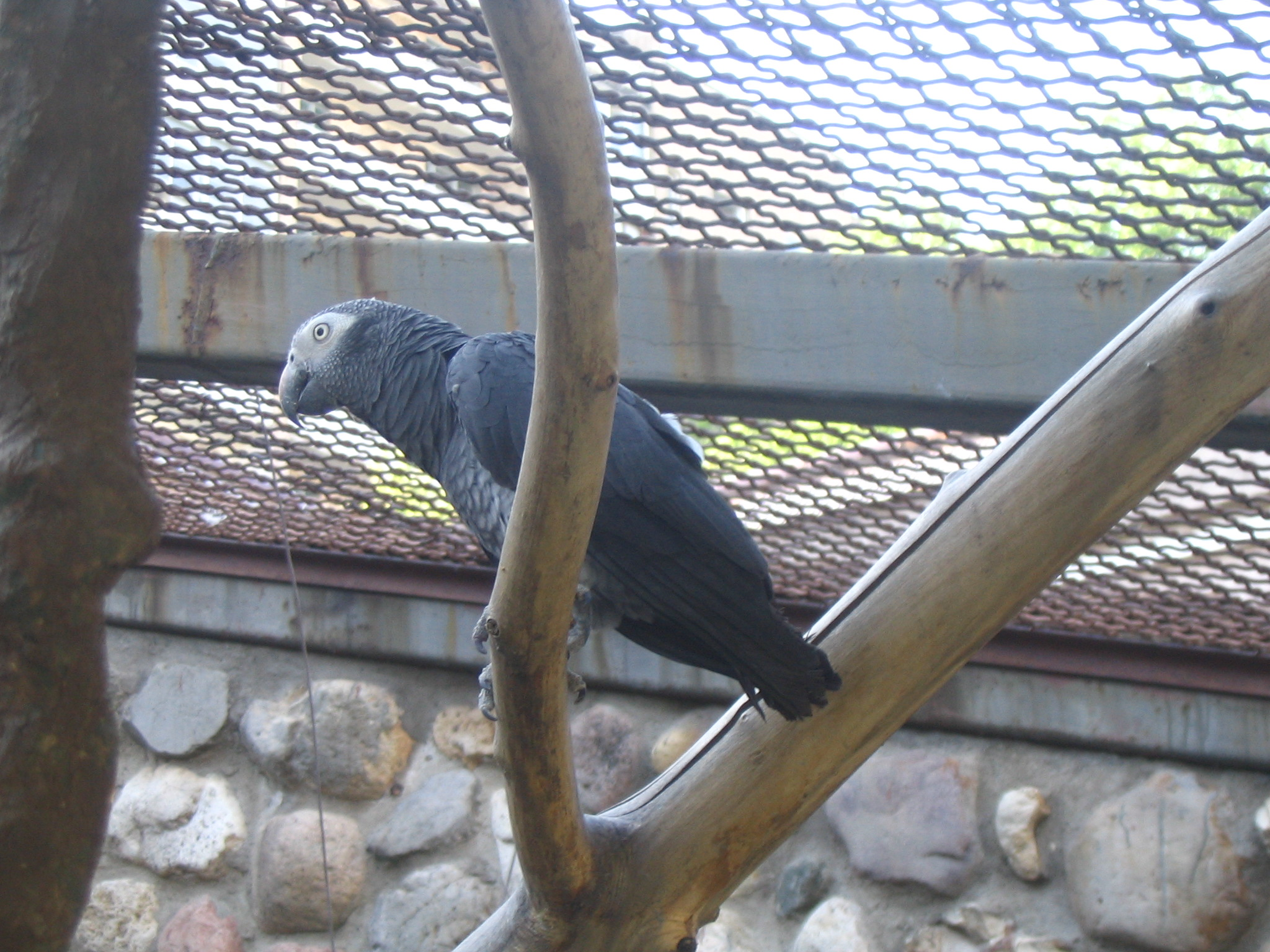
Бурохвостый жако в Московском зоопарке
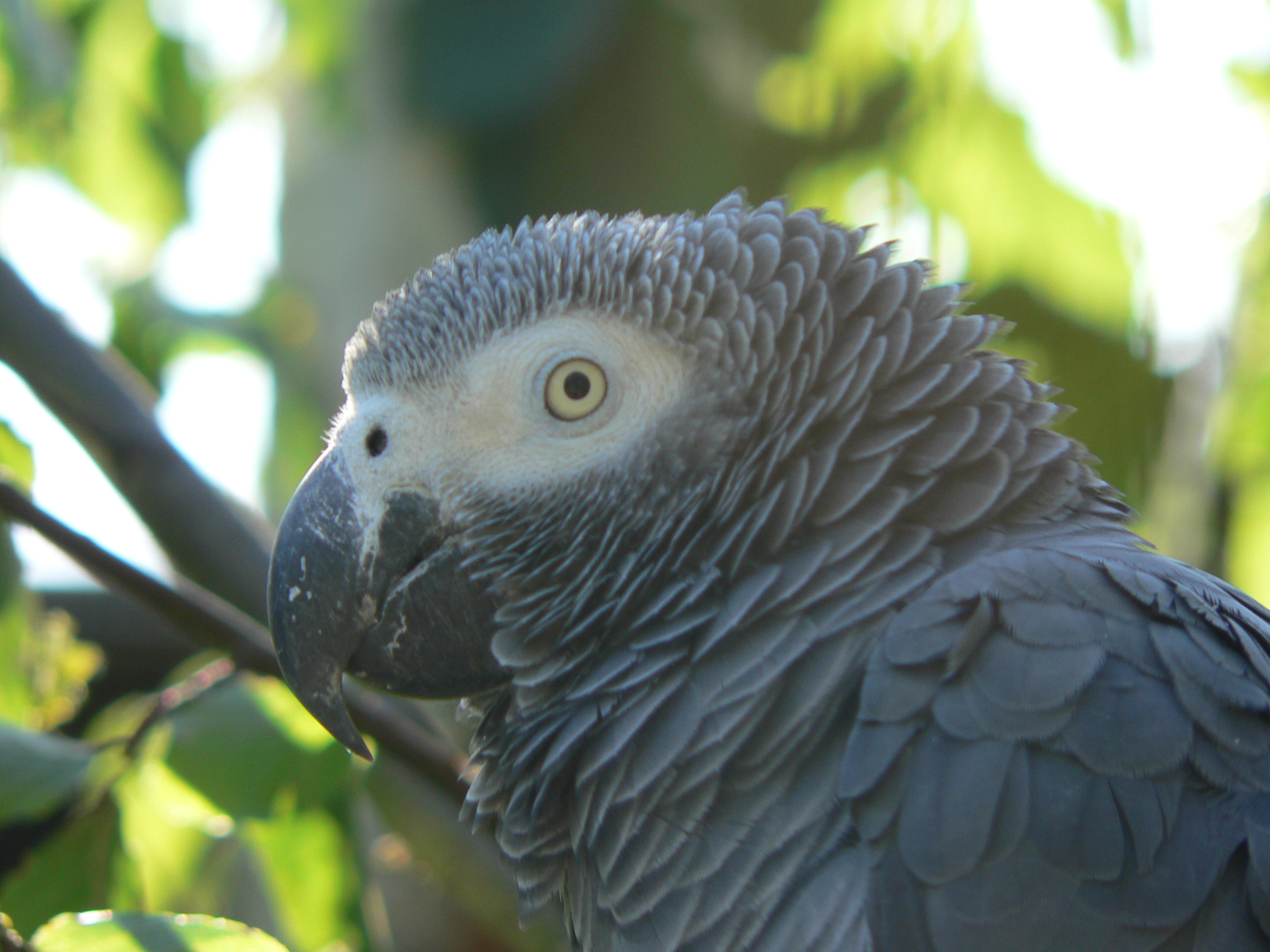
Жако в природе
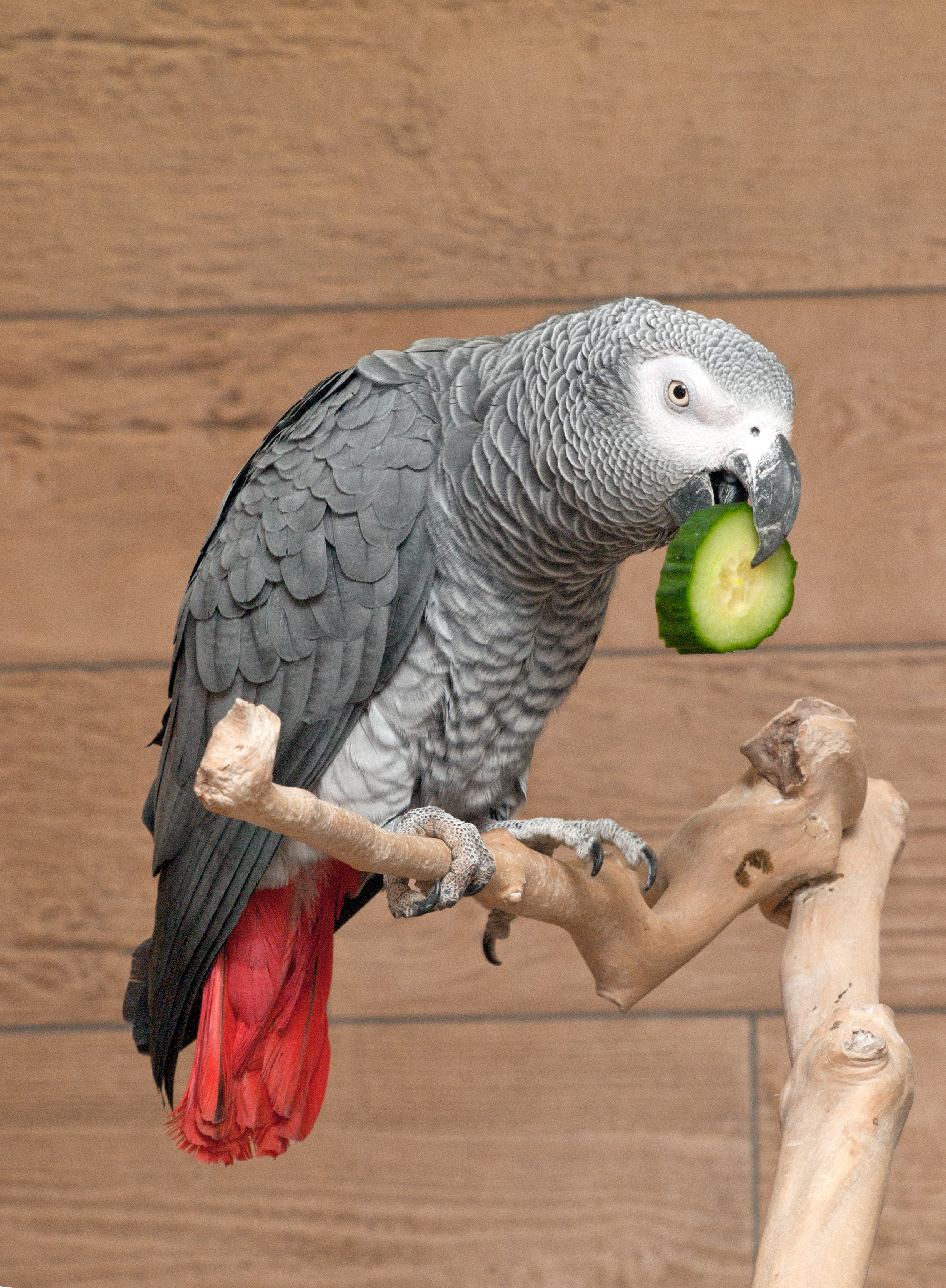
Жако ест огурец